# Boerlagiomyces velutinus
Boerlagiomyces velutinus är en svampart som först beskrevs av Penz. & Sacc., och fick sitt nu gällande namn av Butzin 1977. Boerlagiomyces velutinus ingår i släktet Boerlagiomyces och familjen Tubeufiaceae.   Inga underarter finns listade i Catalogue of Life.